# Jan Orgoník
Jan Orgoník (* 21. října 1964) je bývalý český fotbalista, obránce.

## Fotbalová kariéra
Hrál za Spartu Praha, na vojně za VTJ Tábor, vrátil se do Sparty a potom odešel do TJ JZD Slušovice. I když se nikdy trvale neprosadil do základní sestavy, získal se Spartou třikrát mistrovský titul. V Poháru mistrů evropských zemí nastoupil ve 2 utkáních. V československé lize nastoupil ve 34 utkáních a dal 1 gól.

## Ligová bilance
| Ročník                                   | Zápasy | Góly | Klub         |
| ---------------------------------------- | ------ | ---- | ------------ |
| 1. československá fotbalová liga 1982/83 | 7      | 0    | Sparta Praha |
| 1. československá fotbalová liga 1985/86 | 6      | 0    | Sparta Praha |
| 1. československá fotbalová liga 1986/87 | 4      | 0    | Sparta Praha |
| 1. československá fotbalová liga 1987/88 | 9      | 1    | Sparta Praha |
| 1. československá fotbalová liga 1988/89 | 8      | 0    | Sparta Praha |
| CELKEM                                   | 34     | 1    |              |